# 鉄鋼関連の業界団体の一覧
鉄鋼関連の業界団体の一覧（てっこうかんれんのぎょうかいだんたいのいちらん）を示す。
鉄鋼業者の親睦などを目的とする団体、技術向上などを行う団体など、多岐にわたる。

## 日本の業界団体一覧
- 日本鉄鋼連盟[1]
- 日本鉄リサイクル工業会[2]
- スチール缶リサイクル協会[3]
- 鋳型ロール会
- 腐食防食協会[4]
- 普通鋼電炉工業会[5]

## 世界の業界団体
- 世界鉄鋼協会[6]